# Näs slott
Näs slott (dt. Schloss Näs) ist eine schwedische Burgruine an der Südspitze der Insel Visingsö im Vätternsee. Das in der Nähe befindliche Dorf Näs hat der Burg den Namen gegeben, in mittelalterlichen Quellen wird es jedoch Visingsö oder Visingsö hus (dt. Haus Visingsö) genannt.

## Geschichte
Die Anlage wurde als Königsresidenz im 12. Jahrhundert errichtet. Mögliche Bauherren waren Sverker der Ältere und sein Sohn Karl Sverkersson. Die meisten mittelalterlichen Quellen stimmen darin überein, dass die Burg, insbesondere zu Beginn des 13. Jahrhunderts, im Zentrum der schwedischen Königsmacht stand. Es war Schwedens erste Reichsburg. Von hier aus wurde das allerfrüheste Schweden regiert. 1318 wurde sie von König Birger Magnusson an die Dänen verpfändet. Nach einer Anzahl von Kämpfen ist sie danach zerstört worden.
Der Ort wird heute Näs slottsruin genannt. Andere Namensformen sind Visingsö borg, Näs borgruin und Näsborg.

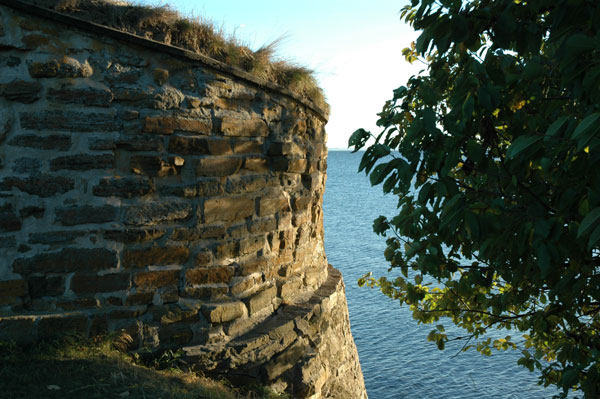
Rundturm (2005)
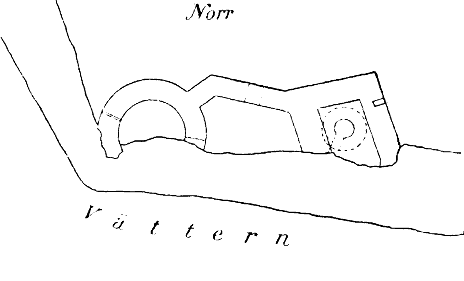
Skizze aus dem Nordisk familjebok von 1914

## Näs in der modernen Kunst
In den Büchern und Filmen über Arn Magnusson kommt die Burg mehrfach vor. Im ersten Buch Vägen till Jerusalem (dt. Der Weg nach Jerusalem, deutsche Erstauflage mit dem Titel Die Frauen von Götaland, Neuauflage unter dem Titel Der Kreuzritter – Aufbruch) ist Arn an dem unten genannten Mord an Karl Sverkersson beteiligt, den Knut Eriksson ausführte.

## Burgherren
- Sverker der Ältere (getötet den 25. Dezember 1156), höchst unsicher, aber möglich.
- Karl Sverkersson, getötet auf Visingsö den 12. April 1167.
- Birger Brosa, starb auf der Burg den 9. Januar 1202.
- Erik Knutsson, starb auf der Burg an "raschem Fieber" den 10. April 1216.
- Johan Sverkersson, starb auf der Burg den 10. März 1222.
- Magnus Ladulås, starb auf der Burg den 18. Dezember 1290, aber begraben in der Riddarholmskirche in Stockholm.